# Сигурни, Лидия
Лидия Сигурни (англ. Lydia Sigourney, 1 сентября 1791[…], Норуич — 10 июня 1865[…]), урождённая Лидия Говард Хантли (англ. Lydia Howard Huntley) — популярная в начале и середине XIX века американская поэтесса, чьи стихотворения, согласно «ЭСБЕ», отличаются «глубиной, задушевностью и красотой стиха...». Была известна как «добрая певица Хартфорд». Большинство её работ были опубликованы под супружеским именем «миссис Сигурни».
Её имя носит город в округе Киокак штате Айова.

## Избранные работы
- Moral Pieces in Prose and Verse (1815)
- Traits of the Aborigines of America (1822), a poem
- A Sketch of Connecticut Forty Years Since (1824)
- Poems (1827)
- Letters to Young Ladies (1833), one of her best-known books
- Sketches (1834)
- Poetry for Children (1834)
- Zinzendorff, and Other Poems (1835)
- Olive Buds (1836)
- Letters to Mothers (1838), republished in London
- Pocahontas, and Other Poems (1841)
- Pleasant Memories of Pleasant Lands (1842), descriptive of her trip to Europe in 1840
- Scenes in My Native Land (1844)
- Letters to My Pupils (1851)
- Olive Leaves (1851)
- The Faded Hope (1852) in memory of her only son, who died when he was nineteen years old
- Past Meridian (1854)
- The Daily Counsellor (1858), poems
- Gleanings (1860), selections from her verse
- The Man of Uz, and Other Poems (1862)
- Letters of Life (1866), giving an account of her career